# Prémios do Cinema Europeu de 1990
A 3ª Edição dos Prémios do Cinema Europeu (em inglês: 3rd European Film Awards) foi apresentada no dia 2 de dezembro de 1990. Esta edição ocorreu em Glasgow, Reino Unido.

## Vencedores e nomeados
A cor de fundo       indica os vencedores.

### Melhor filme
| Filme                  | Título no Brasil                 | Título em Portugal                | Diretor/Realizador  | Produção (país) |
| ---------------------- | -------------------------------- | --------------------------------- | ------------------- | --------------- |
| Porte aperte           | As Portas da Justiça             | Portas Abertas                    | Gianni Amelio       | Itália          |
| Tulitikkutehtaan tyttö | A Mocinha da Fábrica de Fósforos | A Rapariga da Fábrica de Fósforos | Aki Kaurismäki      | Finlândia       |
| Cyrano de Bergerac     | Cyrano de Bergerac               | Cyrano de Bergerac                | Jean-Paul Rappeneau | França          |
| Przesłuchanie          |                                  | Interrogatório                    | Ryszard Bugajski    | Polónia         |
| ¡Ay, Carmela!          |                                  | Ai, Carmela!                      | Carlos Saura        | Espanha         |
| Skyddsängeln           |                                  |                                   | Suzanne Osten       | Suécia          |
| Matj                   |                                  |                                   | Gleb Panfilov       | União Soviética |

### Melhor primeiro filme
| Filme                   | Título no Brasil               | Título em Portugal               | Diretor/Realizador  | Produção (país) |
| ----------------------- | ------------------------------ | -------------------------------- | ------------------- | --------------- |
| Henry V                 | Henrique V                     | Henrique V                       | Kenneth Branagh     | Reino Unido     |
| Un monde sans pitié     |                                | Um Mundo Sem Piedade             | Éric Rochant        | França          |
| Turnè                   |                                |                                  | Gabriele Salvatores | Itália          |
| La blanca paloma        | A Paloma Branca                |                                  | Juan Miñón          | Espanha         |
| Zamri, umri, voskresni! | Não Se Mova, Morra, Ressuscite | Não Te Mexas, Morre e Ressuscita | Vitali Kanevsky     | União Soviética |

### Melhor ator
| Ator             | Nacionalidade (país) | Filme              | Título no Brasil   | Título em Portugal |
| ---------------- | -------------------- | ------------------ | ------------------ | ------------------ |
| Kenneth Branagh  | Reino Unido          | Henry V            | Henrique V         | Henrique V         |
| Gérard Depardieu | França               | Cyrano de Bergerac | Cyrano de Bergerac | Cyrano de Bergerac |
| Philip Zandén    | Suécia               | Skyddsängeln       |                    |                    |

### Melhor atriz
| Atriz          | Nacionalidade (país) | Filme              | Título no Brasil   | Título em Portugal |
| -------------- | -------------------- | ------------------ | ------------------ | ------------------ |
| Carmen Maura   | Espanha              | ¡Ay, Carmela!      |                    | Ai, Carmela!       |
| Anne Brochet   | França               | Cyrano de Bergerac | Cyrano de Bergerac | Cyrano de Bergerac |
| Krystyna Janda | Polónia              | Przesłuchanie      |                    | Interrogatório     |

### Melhor ator secundário
| Ator           | Nacionalidade (país) | Filme         | Título no Brasil | Título em Portugal |
| -------------- | -------------------- | ------------- | ---------------- | ------------------ |
| Dmitrij Pevsov | União Soviética      | Matj          |                  |                    |
| Gabino Diego   | Espanha              | ¡Ay, Carmela! |                  | Ai, Carmela!       |
| Björn Kjellman | Suécia               | Skyddsängeln  |                  |                    |

### Melhor atriz secundária
| Atriz        | Nacionalidade (país) | Filme        | Título no Brasil | Título em Portugal |
| ------------ | -------------------- | ------------ | ---------------- | ------------------ |
| Malin Ek     | Suécia               | Skyddsängeln |                  |                    |
| Lena Nylén   | Suécia               | Skyddsängeln |                  |                    |
| Gunilla Röör | Suécia               | Skyddsängeln |                  |                    |

### Melhor argumentista/roteirista
| Argumentista/Roteirista                           | Nacionalidade (país)        | Filme                   | Título no Brasil               | Título em Portugal               |
| ------------------------------------------------- | --------------------------- | ----------------------- | ------------------------------ | -------------------------------- |
| Vitaly Kanevsky                                   | União Soviética             | Zamri, umri, voskresni! | Não Se Mova, Morra, Ressuscite | Não Te Mexas, Morre e Ressuscita |
| Ryszard Bugajski Janusz Dymek                     | Polónia                     | Przesłuchanie           |                                | Interrogatório                   |
| Madeleine Gustafsson Suzanne Osten Etienne Glaser | Suécia · Suécia · Dinamarca | Skyddsängeln            |                                |                                  |

### Melhor compositor
| Compositor                  | Nacionalidade (país) | Filme              | Título no Brasil   | Título em Portugal |
| --------------------------- | -------------------- | ------------------ | ------------------ | ------------------ |
| O prémio não foi atribuído. |                      |                    |                    |                    |
| Jean-Luc Godard             | França               | Nouvelle Vague     |                    | Nova Vaga          |
| Jean-Claude Petit           | França               | Cyrano de Bergerac | Cyrano de Bergerac | Cyrano de Bergerac |
| Jürgen Knieper              | Alemanha             | December Bride     |                    | Noiva de Dezembro  |

### Melhor diretor de fotografia
| Diretor de fotografia | Nacionalidade (país) | Filme              | Título no Brasil     | Título em Portugal |
| --------------------- | -------------------- | ------------------ | -------------------- | ------------------ |
| Tonino Nardi          | Itália               | Porte aperte       | As Portas da Justiça | Portas Abertas     |
| Pierre Lhomme         | França               | Cyrano de Bergerac | Cyrano de Bergerac   | Cyrano de Bergerac |
| Göran Nilsson         | Suécia               | Skyddsängeln       |                      |                    |

### Melhor diretor de arte
| Diretor de arte                                                         | Nacionalidade (país)                   | Filme                                   | Título no Brasil                              | Título em Portugal                                   |
| ----------------------------------------------------------------------- | -------------------------------------- | --------------------------------------- | --------------------------------------------- | ---------------------------------------------------- |
| Ezio Frigerio (estúdio) Franca Squarciapino (figurino)                  | Itália                                 | Cyrano de Bergerac                      | Cyrano de Bergerac                            | Cyrano de Bergerac                                   |
| Yuri Pashigoryev                                                        | União Soviética                        | Zamri, umri, voskresni!                 | Não Se Mova, Morra, Ressuscite                | Não Te Mexas, Morre e Ressuscita                     |
| Ben Van Os (estúdio) Jan Roelfs (estúdio) Jean-Paul Gaultier (figurino) | Países Baixos · Países Baixos · França | The Cook the Thief His Wife & Her Lover | O Cozinheiro, o Ladrão, Sua Mulher e o Amante | O Cozinheiro, o Ladrão, a Sua Mulher e o Amante Dela |

### Prémio especial do júri
| Ator               | Nacionalidade (país) | Filme        | Título no Brasil     | Título em Portugal |
| ------------------ | -------------------- | ------------ | -------------------- | ------------------ |
| Gian Maria Volonté | Itália               | Porte aperte | As Portas da Justiça | Portas Abertas     |

### Prémio especial do júri II
| Filme          | Título no Brasil | Título em Portugal | Diretor/Realizador  | Produção (país) |
| -------------- | ---------------- | ------------------ | ------------------- | --------------- |
| December Bride |                  | Noiva de Dezembro  | Thaddeus O'Sullivan | Irlanda         |

### Melhor documentário
| Documentário | Título no Brasil | Título em Portugal | Diretor/Realizador | Produção (país) |
| ------------ | ---------------- | ------------------ | ------------------ | --------------- |
| Šķērsiela    |                  |                    | Ivars Seleckis     | União Soviética |

### Filme revelação
| Filme                   | Título no Brasil               | Título em Portugal               | Diretor/Realizador | Produção (país) |
| ----------------------- | ------------------------------ | -------------------------------- | ------------------ | --------------- |
| Porte aperte            | As Portas da Justiça           | Portas Abertas                   | Gianni Amelio      | Itália          |
| Zamri, umri, voskresni! | Não Se Mova, Morra, Ressuscite | Não Te Mexas, Morre e Ressuscita | Vitali Kanevsky    | União Soviética |

### Prémio de carreira
- Andrzej Wajda

### Prémio especial da Sociedade de Cinema Europeu
- Associação de Cineastas da URSS

### Menção especial
| Filme                  | Diretor/Realizador            | Produção (país) |
| ---------------------- | ----------------------------- | --------------- |
| Step Across the Border | Nicolas Humbert Werner Penzel | Suíça           |

## Netografia
- «Vencedores dos EFA 1990» (em inglês)
- «Nomeados para os EFA 1990» (em inglês)